# Star Collection
Star Collection è il secondo album di raccolta del gruppo musicale statunitense Iron Butterfly, pubblicato nel 1973. La raccolta contiene brani degli album Heavy e Ball.

## Tracce
1. Get Out of My Life, Woman – 3:58
2. So-Lo – 4:05
3. You Can't Win – 2:41
4. Her Favorite Style – 3:14
5. It Must Be Love – 4:26
6. Iron Butterfly Theme – 4:36
7. In the Time of Our Lives – 4:52
8. Lonely Boy – 5:00
9. Belda-Beast – 5:45